# Saham
Saham est une ville côtière du nord du Sultanat d'Oman, située dans la région Al Batinah, au Sud de Sohar.